# Undressing Extraordinary
Undressing Extraordinary er en britisk stumfilm fra 1901 af Walter R. Booth.